# Далдорф (Шлезвиг-Холштајн)
Далдорф (њем. Dalldorf) општина је у њемачкој савезној држави Шлезвиг-Холштајн. Једно је од 131 општинског средишта округа Херцогтум Лауенбург. Према процјени из 2010. у општини је живјело 354 становника. Посједује регионалну шифру (AGS) 1053022.

## Географски и демографски подаци
Далдорф се налази у савезној држави Шлезвиг-Холштајн у округу Херцогтум Лауенбург. Општина се налази на надморској висини од 14 метара. Површина општине износи 6,0 km². У самом мјесту је, према процјени из 2010. године, живјело 354 становника. Просјечна густина становништва износи 59 становника/km².